# Art Mollner
Arthur Owen Mollner (Saranac Lake, Nueva York, 20 de diciembre de 1912 - Westlake Village, California, 16 de marzo de 1995) fue un  jugador de baloncesto estadounidense. Con 1,83 m de estatura, su puesto natural en la cancha era el de escolta. Fue campeón olímpico con Estados Unidos en los Juegos Olímpicos de Berlín de 1936.